# 와핑

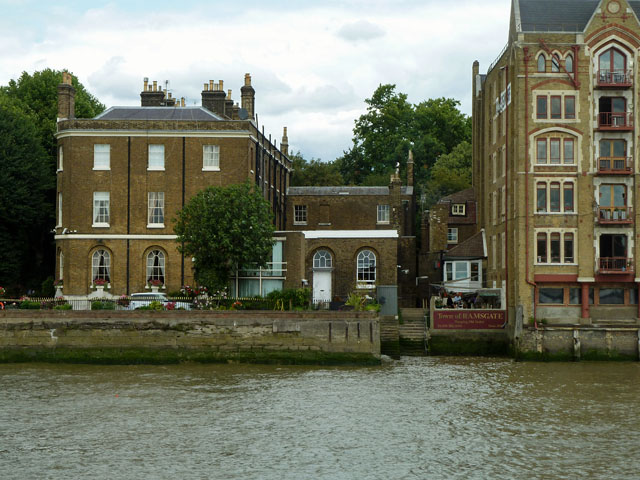

와핑(Wapping, /ˈwɒpˈŋ/)은 영국 런던의 타워 햄릿 자치구에 있는 지역이다. 이스트런던(East London)에 있으며 이스트엔드(East End)의 일부이다. 와핑은 서쪽의 세인트 캐서린 독스와 동쪽의 섀드웰 사이의 템스강 북쪽 기슭에 있다. 이 위치는 이 지역에 강력한 해양 특성을 부여한다.
이 지역은 역사적으로 두 개의 본당, 즉 동부의 세인트 조지(St George) 교구와 훨씬 작은 세인트 존스(St John's) 교구로 구성되었다. 해안선의 도시화는 16세기 후반 와핑 습지의 배수와 강벽의 강화 이후 본격적으로 시작되었다. 원래 건물의 대부분은 런던 부두 건설 중에 철거되었으며 와핑은 영국 대공습 동안 더욱 심각하게 손상되었다. 제2차 세계 대전 이후 런던 도클랜즈가 쇠퇴하면서 이 지역은 쇠퇴했고 거대한 창고는 텅 비게 되었다. 일부는 철거되었지만 타바코 독과 같은 일부는 살아남았다. 1980년대 창고가 고급 아파트로 개조되기 시작하면서 이 지역은 추가적인 변화를 겪었다.
루퍼트 머독은 1986년 자신의 뉴스 인터내셔널(News International) 인쇄 및 출판 작업을 와핑(Wapping)으로 옮겼고, 이로 인해 "와핑 전투(Battle of Wapping)"로 알려진 노조 분쟁이 발생했다.

## 같이 보기
- 스테프니